# 诺那师佛纪念塔庙
诺那师佛纪念塔庙，位于中国江苏省南京市玄武区玄武湖公园环洲东北部，为1936年10月至次年7月为纪念藏传佛教喇嘛诺那呼图克图而建的一组建筑，现状为1993年修缮。其中喇嘛庙正殿面阔三间，单檐歇山顶，今题有“圆觉宗诺那师佛纪念馆”匾额，一侧有配殿三间，诺那塔为九级六面的仿唐宋楼阁式塔，钢筋水泥结构，内部安放有其发甲衣履和舍利灵灰。底层两面辟圆洞小门，其他四面镌刻有居正所撰并书的汉隶体《普佑法师塔碑铭》，入内有一石柱，上书“诺那呼图克图之塔”，上部各层每面均辟圆形小窗，内供诸佛菩萨，塔檐覆以绿色琉璃短筒瓦，塔内不能登临。